# U-2322
U-2322 – niemiecki okręt podwodny (U-Boot) przybrzeżnego typu XXIII z okresu II wojny światowej, jedna z sześciu jednostek swojego typu wykorzystanych bojowo. Okręt wszedł do służby w 1944 roku.

## Historia
Położenie stępki nastąpiło 22 marca 1944 roku w stoczni Deutsche Werft w Hamburgu; wodowanie 30 kwietnia 1944. Okręt wszedł do służby 1 lipca 1944 roku.
U-2322 odbył dwa patrole bojowe na Morzu Północnym, podczas pierwszego z nich zatopił brytyjski frachtowiec „Egholm” o pojemności 1 317 BRT.
Poddany 9 maja 1945 roku w Stavanger (Norwegia), przebazowany 31 maja 1945 roku do Loch Ryan (Szkocja). Zatopiony 27 listopada 1945 roku ogniem artyleryjskim niszczycieli HMS „Onslow” i ORP „Błyskawica” podczas operacji Deadlight.